# La Ercina
La Ercina är en ort i Spanien.   Den ligger i provinsen Provincia de León och regionen Kastilien och Leon, i den norra delen av landet, 290 km norr om huvudstaden Madrid. La Ercina ligger 1 109 meter över havet och antalet invånare är 678.
Terrängen runt La Ercina är kuperad åt nordost, men åt sydväst är den platt. Terrängen runt La Ercina sluttar söderut. Runt La Ercina är det glesbefolkat, med 19 invånare per kvadratkilometer. Närmaste större samhälle är Cistierna, 7,6 km öster om La Ercina. I omgivningarna runt La Ercina växer i huvudsak blandskog.